# コンプリケイテッド
「コンプリケイテッド 」（Complicated）は、カナダの女性シンガーソングライター・アヴリル・ラヴィーンの1枚目のシングル。2002年5月14日にアリスタから発売された。

## 概要
この楽曲は、彼女の最初のスタジオ・アルバム『レット・ゴー』に収録された。各国の週間シングル・チャートでは、カナダ、オーストラリア、ニュージーランド、イタリア、ノルウェー、メキシコで1位を獲得、アメリカで2位、イギリスで3位を記録した。

## 解説
楽曲製作陣のThe Matrixを共同プロデューサーとして制作、2001年5月には収録が完了し、レット・ゴーで一番初めに形を成したしたとされるUnwanted/アンワンテッドに続く本アルバムの根本構想の一つとなった。